# Ню Водолея
Ню Водолея (лат. ν Aquarii), 13 Водолея (лат. 13 Aquarii), HD 201381 — одиночная звезда в созвездии Водолея на расстоянии приблизительно 159 световых лет (около 49 парсеков) от Солнца. Видимая звёздная величина звезды — +4,52m. Возраст звезды оценивается как около 708 млн лет.

## Характеристики
Ню Водолея — оранжевый или жёлтый гигант спектрального класса K0III или G8III. Масса — около 2,35 солнечных, радиус — около 8 солнечных, светимость — около 37 солнечных. Эффективная температура — около 4951 К.